# Парк Будды в Улан-Баторе
Международный парк Будды (монг. Олон улсын Бурхан буддагийн цэцэрлэгт хүрээлэн) располагается в столице Монголии, Улан-Баторе, у подножия холма Зайсан-Толгой рядом с Мемориалом в честь советских воинов, на юге района Хан-Уул.

## Описание
Международный парк Будды был основан в столице Монголии в 2006 году. Инициатива его создания принадлежала Гуру-Дэва Ринпоче, настоятелю монастыря Амарбаясгалант. Строительством и организацией парка занималась неправительственная организация «Лянхуа», а основной капитал был предоставлен Южной Кореей. Центральный элемент парка — статую будды Шакьямуни высотой в 23 м — изготовили также в Южной Корее из материала «юлает», обладающего высокой устойчивостью к неблагоприятным воздействиям окружающей среды; церемонию освящения провёл также Гуру-Дэва Ринпоче. В будущем предполагается окружить статую буддийскими скульптурами из разных стран. Также в парке, в деревянном павильоне, находится «колокол мира», располагаются несколько кафе, а также мини-зоопарк.